# Idioma bushi
El bushi (o kibushi) es una lengua malayo-polinesia
hablada tanto en Mayotte como al noroeste de Madagascar (Antsiranana y costa de Mahajanga).

## Clasificación
El bushi es una lengua malayo-polinesia perteneciente al grupo de las lenguas borneanas de la familia austronesia.